# Vega de Liébana
Vega de Liébana è un comune spagnolo di 690 abitanti situato nella comunità autonoma della Cantabria, comarca di Liébana.

## Centri abitati

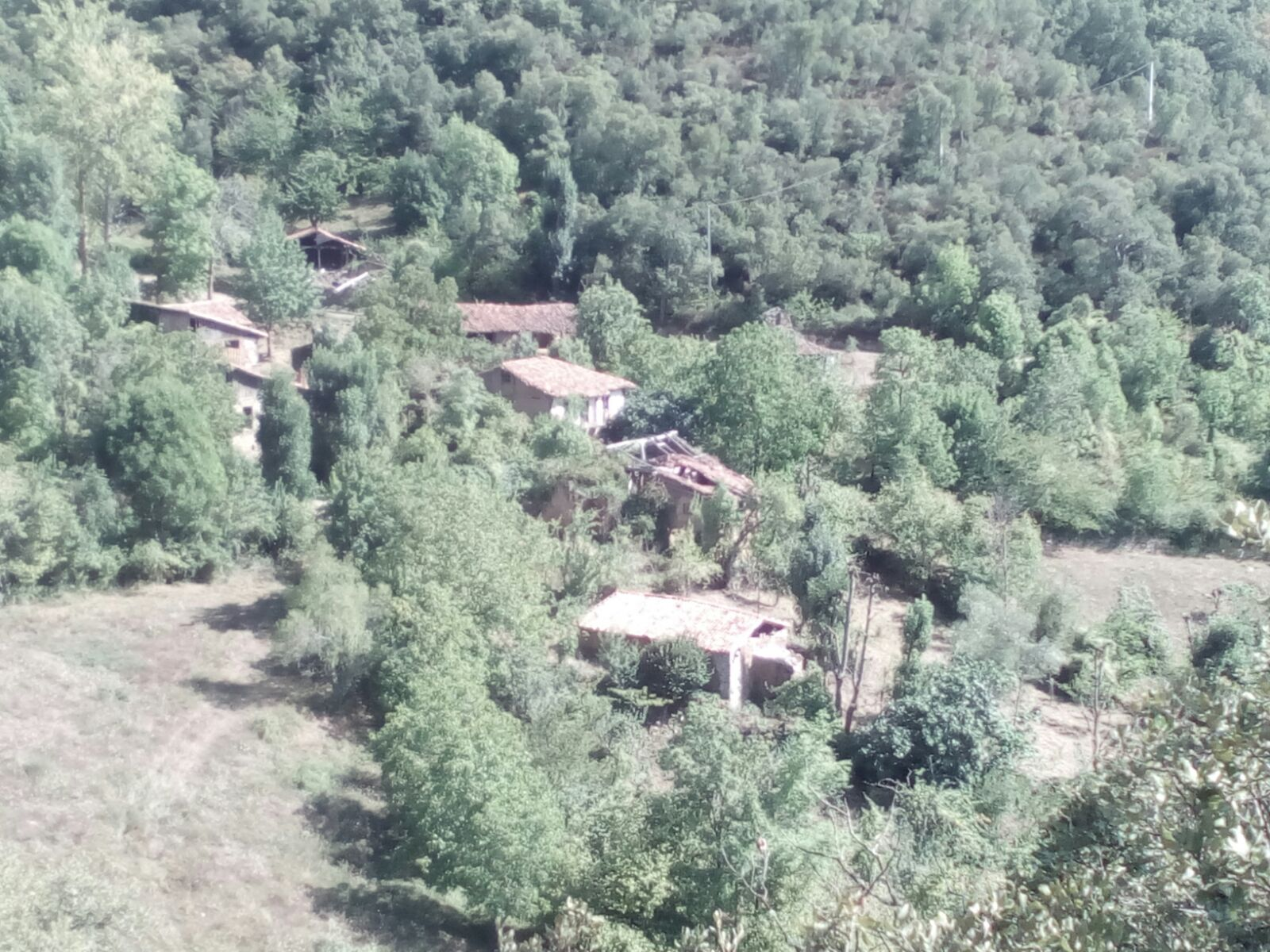
La frazione oggi disabitata di Porcieda

I 690 abitanti del comune vivono nelle seguenti località :
- Bárago,
- Barrio
- Bores
- Campollo
- Dobarganes
- Dobres
- Enterrías
- Ledantes
- Pollayo
- Tollo
- Toranzo
- Tudes
- Vada
- Valmeo
- Centro comunale
- Vejo
- Villaverde